# Yousef Naser Al-Sulaiman
Yousef Naser (in arabo يوسف ناصر‎?; Al Kuwait, 9 ottobre 1990) è un calciatore kuwaitiano, attaccante del Kuwait SC e della nazionale kuwaitiana.

## Carriera

### Club
Dal 2008 al 2013 milita nel Kazma, nel 2013 si trasferisce negli Emirati Arabi Uniti nell'Ajman Club.

### Nazionale
Nel 2010 ha esordito con la nazionale maggiore, con cui ha partecipato a due edizioni della Coppa d'Asia.

## Statistiche

### Cronologia presenze e reti in nazionale
| Cronologia completa delle presenze e delle reti in nazionale ― Suriname | Cronologia completa delle presenze e delle reti in nazionale ― Suriname | Cronologia completa delle presenze e delle reti in nazionale ― Suriname | Cronologia completa delle presenze e delle reti in nazionale ― Suriname | Cronologia completa delle presenze e delle reti in nazionale ― Suriname | Cronologia completa delle presenze e delle reti in nazionale ― Suriname | Cronologia completa delle presenze e delle reti in nazionale ― Suriname | Cronologia completa delle presenze e delle reti in nazionale ― Suriname |
| Data                                                                    | Città                                                                   | In casa                                                                 | Risultato                                                               | Ospiti                                                                  | Competizione                                                            | Reti                                                                    | Note                                                                    |
| ----------------------------------------------------------------------- | ----------------------------------------------------------------------- | ----------------------------------------------------------------------- | ----------------------------------------------------------------------- | ----------------------------------------------------------------------- | ----------------------------------------------------------------------- | ----------------------------------------------------------------------- | ----------------------------------------------------------------------- |
| 19-11-2019                                                              | Thimphu                                                                 | Nepal                                                                   | 0 – 1                                                                   | Kuwait                                                                  | Qual. Mondiali 2022                                                     | -                                                                       |                                                                         |
| 6-6-2024                                                                | Calcutta                                                                | India                                                                   | 0 – 0                                                                   | Kuwait                                                                  | Qual. Mondiali 2026                                                     | -                                                                       | cap.                                                                    |
| Totale                                                                  |                                                                         | Presenze                                                                | 2                                                                       |                                                                         | Reti                                                                    | 0                                                                       |                                                                         |